# Séries de Bowen

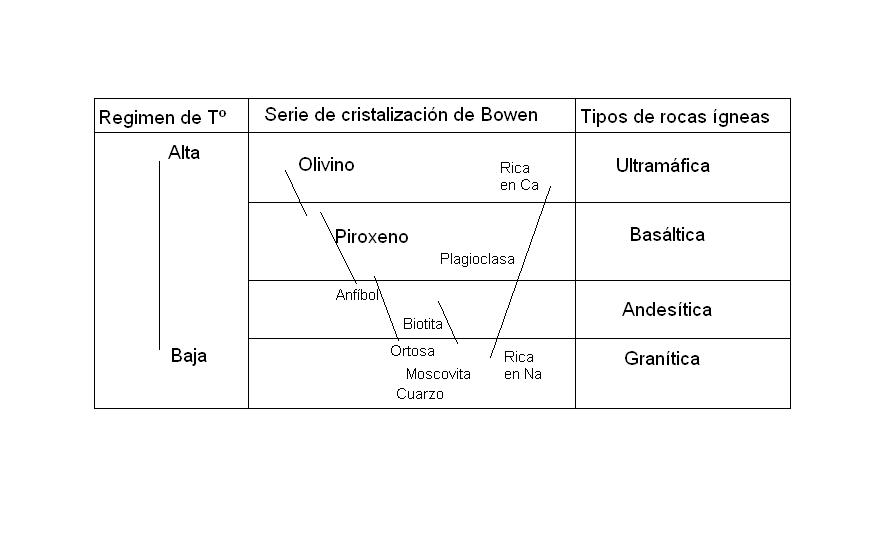
Séries de Bowen.

As séries de reacção de Bowen são duas sequências que descrevem a ordem de cristalização dos minerais do grupo dos silicatos à medida que os magmas do tipo basáltico arrefecem no interior da Terra. Aquelas sequências são identificáveis em muitos casos pelas relações texturais que se establecem entre os minerais.

## Descrição
O petrólogo canadense Norman Bowen (1887-1956) descreveu estas séries em 1915 e 1922, incluindo-as no seu conhecido tratado sobre a cristalização de rochas ígneas publicado em 1928 (The evolution of the igneous rocks).
A ordem de cristalização está determinada por dois fatores principais: 
- a termodinâmica do processo de cristalização;
- a composição do magma que cristaliza.

O primeiro fator foi estudado por Bowen, que observou que a cristalização dos minerais durante o arrefecimento de um magma segue, em termos gerais, uma sequência determinada, que se pode subdividir em dois grandes ramos: (1) o denominado rama descontínuo (minerais ferromagnesianos); e (2) o ramo contínuo (plagioclásios), que convergem num tronco comum que corresponde à cristalização de feldspato potássico, muscovita e finalmente quartzo, sempre os últimos minerais a cristalizar. As séries são as seguintes:
|  |  | Ramo discontínuo | Ramo discontínuo | Ramo discontínuo | Ramo discontínuo | Ramo discontínuo                | Ramo discontínuo |  |  | Ramo contínuo              | Ramo contínuo              | Ramo contínuo              | Ramo contínuo              | Ramo contínuo              | Ramo contínuo              |  |  | Alta                                  | Alta                                  | Alta                                  | Alta                                  | Alta                                  | Alta                                  |  |  |  |  |  |  |  |  |  |  |  |  |  |  |
|  |  | Ramo discontínuo | Ramo discontínuo | Ramo discontínuo | Ramo discontínuo | Ramo discontínuo                | Ramo discontínuo |  |  | Ramo contínuo              | Ramo contínuo              | Ramo contínuo              | Ramo contínuo              | Ramo contínuo              | Ramo contínuo              |  |  | Alta                                  | Alta                                  | Alta                                  | Alta                                  | Alta                                  | Alta                                  |  |  |  |  |  |  |  |  |  |  |  |  |  |  |
|  |  | Olivina          | Olivina          | Olivina          | Olivina          | Olivina                         | Olivina          |  |  | Plagioclase rica em cálcio | Plagioclase rica em cálcio | Plagioclase rica em cálcio | Plagioclase rica em cálcio | Plagioclase rica em cálcio | Plagioclase rica em cálcio |  |  |                                       |                                       |                                       |                                       |                                       |                                       |  |  |  |  |  |  |  |  |  |  |  |  |  |  |
|  |  | Olivina          | Olivina          | Olivina          | Olivina          | Olivina                         | Olivina          |  |  | Plagioclase rica em cálcio | Plagioclase rica em cálcio | Plagioclase rica em cálcio | Plagioclase rica em cálcio | Plagioclase rica em cálcio | Plagioclase rica em cálcio |  |  |                                       |                                       |                                       |                                       |                                       |                                       |  |  |  |  |  |  |  |  |  |  |  |  |  |  |
|  |  | Piroxena         |                  |                  |                  |                                 |                  |  |  |                            |                            |                            |                            |                            |                            |  |  |                                       |                                       |                                       |                                       |                                       |                                       |  |  |  |  |  |  |  |  |  |  |  |  |  |  |
|  |  |                  |                  |                  |                  |                                 |                  |  |  |                            |                            |                            |                            |                            |                            |  |  |                                       |                                       |                                       |                                       |                                       |                                       |  |  |  |  |  |  |  |  |  |  |  |  |  |  |
|  |  | Anfíbola         |                  |                  |                  |                                 |                  |  |  |                            |                            |                            |                            |                            |                            |  |  |                                       |                                       |                                       |                                       |                                       |                                       |  |  |  |  |  |  |  |  |  |  |  |  |  |  |
|  |  |                  |                  |                  |                  |                                 |                  |  |  |                            |                            |                            |                            |                            |                            |  |  |                                       |                                       |                                       |                                       |                                       |                                       |  |  |  |  |  |  |  |  |  |  |  |  |  |  |
|  |  | Biotite          | Biotite          | Biotite          | Biotite          | Biotite                         | Biotite          |  |  | Plagioclase rica em sódio  | Plagioclase rica em sódio  | Plagioclase rica em sódio  | Plagioclase rica em sódio  | Plagioclase rica em sódio  | Plagioclase rica em sódio  |  |  | Temperatura de cristalização relativa | Temperatura de cristalização relativa | Temperatura de cristalização relativa | Temperatura de cristalização relativa | Temperatura de cristalização relativa | Temperatura de cristalização relativa |  |  |  |  |  |  |  |  |  |  |  |  |  |  |
|  |  | Biotite          | Biotite          | Biotite          | Biotite          | Biotite                         | Biotite          |  |  | Plagioclase rica em sódio  | Plagioclase rica em sódio  | Plagioclase rica em sódio  | Plagioclase rica em sódio  | Plagioclase rica em sódio  | Plagioclase rica em sódio  |  |  | Temperatura de cristalização relativa | Temperatura de cristalização relativa | Temperatura de cristalização relativa | Temperatura de cristalização relativa | Temperatura de cristalização relativa | Temperatura de cristalização relativa |  |  |  |  |  |  |  |  |  |  |  |  |  |  |
|  |  |                  |                  |                  |                  |                                 |                  |  |  |                            |                            |                            |                            |                            |                            |  |  |                                       |                                       |                                       |                                       |                                       |                                       |  |  |  |  |  |  |  |  |  |  |  |  |  |  |
|  |  |                  |                  |                  |                  | Ortoclase / Feldspato potássico |                  |  |  |                            |                            |                            |                            |                            |                            |  |  |                                       |                                       |                                       |                                       |                                       |                                       |  |  |  |  |  |  |  |  |  |  |  |  |  |  |
|  |  |                  |                  |                  |                  |                                 |                  |  |  |                            |                            |                            |                            |                            |                            |  |  |                                       |                                       |                                       |                                       |                                       |                                       |  |  |  |  |  |  |  |  |  |  |  |  |  |  |
|  |  |                  |                  |                  |                  | Moscovite                       |                  |  |  |                            |                            |                            |                            |                            |                            |  |  |                                       |                                       |                                       |                                       |                                       |                                       |  |  |  |  |  |  |  |  |  |  |  |  |  |  |
|  |  |                  |                  |                  |                  |                                 |                  |  |  |                            |                            |                            |                            |                            |                            |  |  |                                       |                                       |                                       |                                       |                                       |                                       |  |  |  |  |  |  |  |  |  |  |  |  |  |  |
|  |  |                  |                  |                  |                  | Quartzo                         |                  |  |  |                            |                            |                            |                            |                            |                            |  |  |                                       |                                       |                                       |                                       |                                       |                                       |  |  |  |  |  |  |  |  |  |  |  |  |  |  |
|  |  |                  |                  |                  |                  |                                 |                  |  |  |                            |                            |                            |                            |                            |                            |  |  | Baixa                                 |                                       |                                       |                                       |                                       |                                       |  |  |  |  |  |  |  |  |  |  |  |  |  |  |